# Peniagone vignoni
Peniagone vignoni is een zeekomkommer uit de familie Elpidiidae.
De wetenschappelijke naam van de soort werd in 1901 gepubliceerd door E. Hérouard.